# Rey de leopardo
rey de leopardo  conocido fuera de España como Mega Kid MK-1000 fue un Famiclon  que tenía la particularidad de incluir un teclado incluyendo Family BASIC y juegos de mecanografía, comercializado como una "computadora educativa".

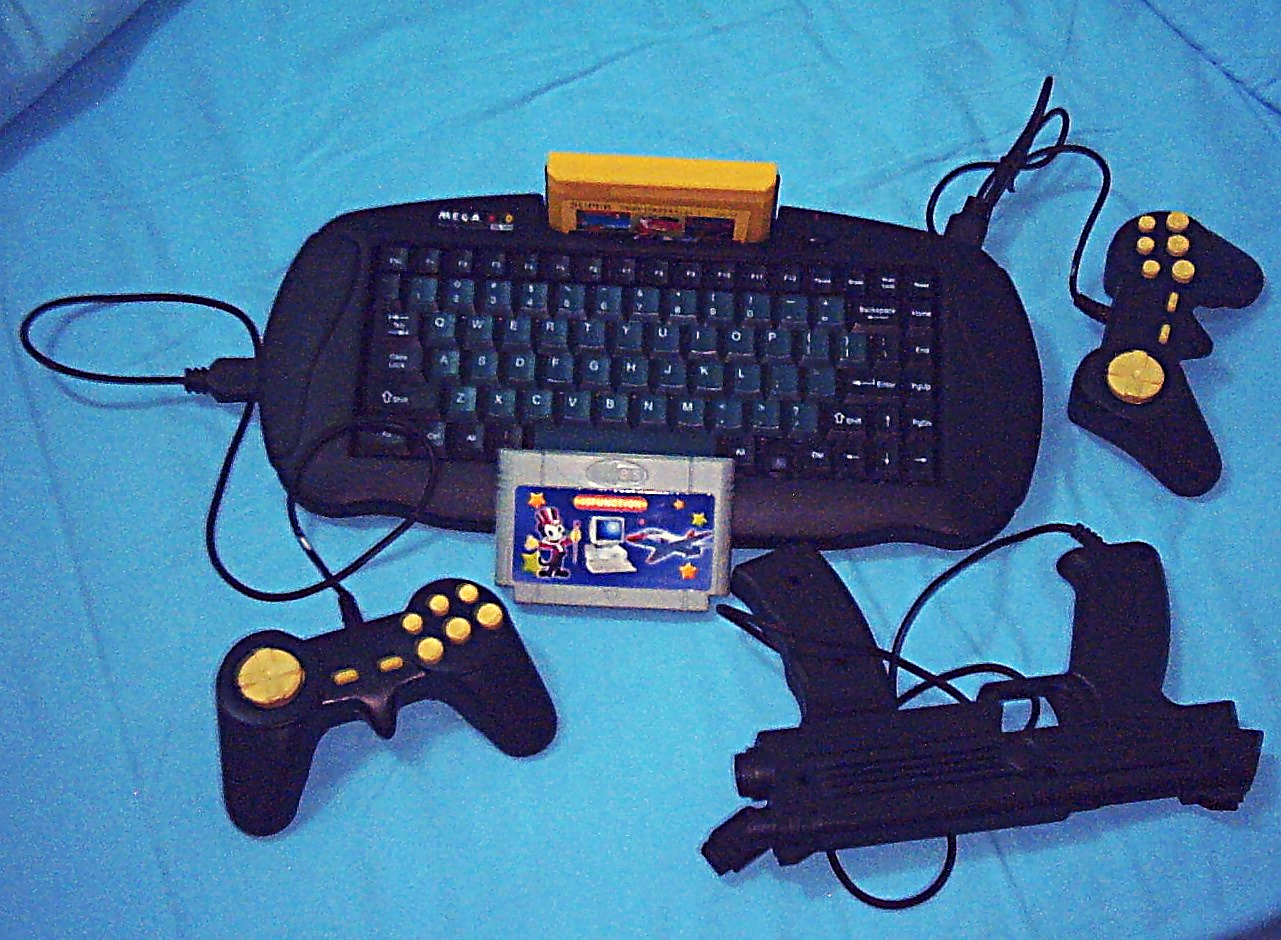
Una computadora Mega Kid MK-1000 tipo Famiclone

la consola viene con dos controles negros que imitan a los  de la primer  PlayStation y una NES Zapper de color negro que parece una metralleta. Todos los controles funcionan con conectores DB-9, como los que se encuentran en la mayoría de los Famiclones .
emite video por una salida de  vídeo compuesto  con una salida RCA y una salida de audio mono, así como una salida de antena moduladora de RF bastante rudimentaria, sin filtrar (aparecen varios canales de TV) y sin blindaje contra interferencias.
viene incluido en la caja con un cartucho de Famicom que contiene varios programas que funcionan con el teclado, como un procesador de texto rudimentario, mecanografía, juegos matemáticos, G-BASIC y juegos de la primera generación de Famicom/NES como F1 Race, Track & Field y " Jewel Tetris ".
Este cartucho también podía contener un chip de RAM estática adicional de 64 K, para poder utilizar el interprete de G-BASIC que venia incluido, que es una versión del lenguaje de programación BASIC diseñado para Famicom. Sin embargo, no se proporciona ninguna memoria de respaldo CMOS, por lo que cualquier programa o texto ingresado se perderá al reiniciar o apagar el dispositivo.
Funciona con cartuchos estándar de Famicom , así como con cartuchos NES mediante el uso de un adaptador.